# Obuvník

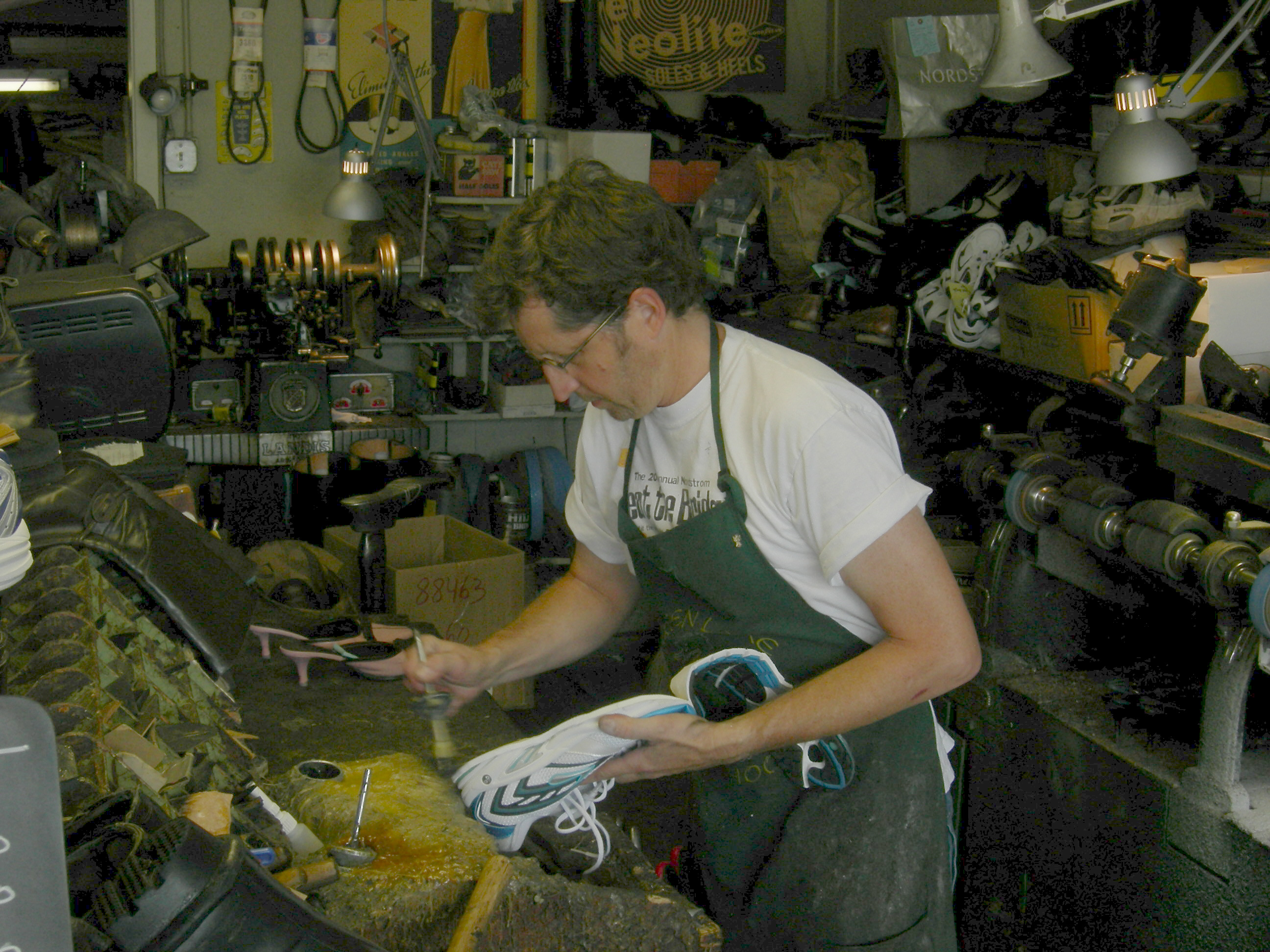
Opravář obuvi

Obuvník neboli švec je profese zabývající se obuvnictvím, tj. výrobou a opravou bot.

## Etymologie
Kromě současného obuvníka a poněkud staršího ševce se ještě v češtině používal pro opravu bot termín prtání, pro ševce tak i prťák. Od prtání postolů (starý druh obuvi) tak vychází například jméno města Postoloprty. Švec specializující se na opravy se jmenoval refléř.

## Uplatnění profese a náplň práce
Obuvník může buď vyrábět nebo opravovat boty. Výroba bot může být zakázková, nebo může jít o tzv. strojního obuvníka vyrábějícího boty v sériové produkci. Obuvník může mít také svojí obuvnickou dílnu pouze pro opravu poničených a ochozených bot. S porovnáním například s rokem 1970 zájem o profesi obuvníka upadá.

### Strojní obuvník
Strojní obuvník především obsluhuje stroje pro výrobu jednotlivých částí obuvi, lepí je k sobě, připravuje si i speciální obuvnická lepidla, šněruje napínací záložky nebo napíná svršky, přišívá, sešívá a ošívá jednotlivé části, frézuje drážky v podrážkách, vyrábí si podpatky.

### Obuvník opravář
Obuvník opravář musí mít vlastní dílnu a umět přijmout a vydat zboží k opravě a vyúčtovat opravu se zákazníkem, prodávat i doprovodné zboží k údržbě, jako jsou například krémy, kartáče nebo tkaničky. Může prodávat také další kožené zboží, jako jsou opasky nebo kabelky. Musí si umět vést účetnictví. Náplní práce je odstraňovat poškozené a vracet nové části obuvi za pomocí ručních nástrojů včetně mechanické nebo vzduchové pistole, přilepovat odlepené podrážky nebo užívat šicí stroj pro přišívání odtržených částí. Musí také umět vyřizovat případné reklamace.
Některé boty z moderních materiálů už se opravit nedají, největším problémem přitom je, že na těchto materiálech nic nedrží. Takové boty potom obuvníci mohou odmítnout přijmout k opravě. Mezi časově nejnáročnější opravy patří oprava svršku nebo úplně odlepené podrážky. Výrazným důvodem pro zkracování životnosti bot až o polovinu je přitom nedostatečná péče uživatelů o jejich boty.

## Pracovní podmínky a nároky
V obuvnických dílnách a továrnách bývá minimum nepříznivých vlivů pracovního prostřední, může se ale objevit výskyt hlučnosti nebo prašnosti, dochází také ke styku s chemickými látkami. Na obuvníka jsou kladeny vyšší požadavky ohledně šikovnosti, trpělivosti a jemné motoriky prstů, zvláště pokud jde o ruční práci. Obuvník umí zacházet s šicími, napínacími, vstřikovacími stroji, s lisy, frézkami, strojními nůžkami, přitlačovacím zařízením. Mezi další užívané nástroje patří obuvnické kopyto, narážeč, kladívko nebo lepidlo.

## Vyučení
Učební obor obuvnictví se učí na učilištích a je vhodný pro manuálně zručné učně, kteří netrpí například nějakou vadou horních končetin, především s poruchou jemné motoriky, netrpí alergiemi, poruchou koordinace, poruchou zrakové ostrosti na blízko apod.